# Aleksander Karadziordziewić (1806–1885)
Aleksander Karadziordziewić (serb. Александар Карађорђевић, Aleksandar Karađorđević; ur. 11 października 1806, zm. 3 maja 1885) – syn Jerzego Czarnego (Karađorđe). Książę serbski w latach 1842-1858. Unowocześnił administrację państwa, popierał rozwój kulturalny kraju. W polityce zagranicznej orientował się na Austrię.

## Życiorys
Młodość spędził na emigracji w Austrii i Rosji. Po abdykacji Miłosza I Obrenowicia uzyskał w 1839 zgodę na powrót do kraju od jego syna i następcy Michała, który mianował go swoim porucznikiem-adiutantem. Od 1842 roku na tronie serbskim. Przeprowadził reformę szkolnictwa (założył liczne szkoły rolnicze i przemysłowe, wysyłał urzędników i nauczycieli na studia do Paryża, Londynu, Wiednia, Pragi i Berlina), popierał rozwój kultury. W stosunkach z Turcją zachowywał umiar. W okresie wojny krymskiej nie poparł żadnej ze stron. Oskarżony o prowadzenie polityki austrofilskiej. Został zdetronizowany przez parlament (Skupštinę) pod naciskiem Rosji. Resztę życia spędził w Temeszwarze (obecnie Timișoara).